# San Juan Tecuaco
San Juan Tecuaco – niewielka miejscowość na południowym wschodzie Gwatemali, w departamencie Santa Rosa. Według danych szacunkowych z 2012 roku liczba mieszkańców wynosiła 2419 osób. 
San Juan Tecuaco leży około 58 km na południe od stolicy departamentu – miasta Cuilapa. Miejscowość leży na wysokości 394 metrów nad poziomem morza, u podnóża gór Sierra Madre de Chiapas, w odległości około 30 km od wybrzeża Pacyfiku. 

## Gmina San Juan Tecuaco
Miejscowość jest także siedzibą władz gminy o tej samej nazwie, która jest jedną z czternastu gmin w departamencie. W 2012 roku gmina liczyła 9799 mieszkańców. Gmina jak na warunki Gwatemali jest niewielka, a jej powierzchnia obejmuje 80 km². 
Mieszkańcy gminy utrzymują się głównie z hodowli i uprawy roli, a także z rzemiosła artystycznego. W hodowli dominująca jest hodowla bydła oraz w mniejszym zakresie trzody chlewnej i drobiu, natomiast w rolnictwie dominuje uprawa kawy, kukurydzy.
Klimat gminy jest równikowy, według klasyfikacji Wladimira Köppena, należy do klimatów tropikalnych monsunowych (Am), z wyraźną porą deszczową występującą od maja do października. Średnie roczne opady zawierają się w przedziale pomiędzy 2000 a 4000 mm.